# دبیرستان چوک
دبیرستان چوک (با نام پیشین دبیرستان تِراک) یک دبیرستان در وِنو، تالاب چوک، ایالت چوک، ایالات فدرال میکرونزی است. این دبیرستان توسط وزارت آموزش و پرورش ایالت چوک اداره می‌شود.
ساختمان اصلی این مدرسه بین سال‌های پایانی دهه ۱۹۶۰ (میلادی) تا سال‌های میانی دهه ۱۹۷۰ (میلادی) و همزمان با ساخت دبیرستان‌های دیگر در قلمرو تراست جزایر اقیانوس آرام ساخته شد. در سال ۱۹۷۰ یک شرکت ساختمانی کره جنوبی سه ساختمان در این مدرسه ساخت.
این مدرسه در کوه‌پایه کوه توناچائو در بخش شمال باختری جزیره قرار دارد. در ۱۹۹۵ این مدرسه نزدیک به ۱٬۲۰۰ دانش‌آموز داشت. در آن زمان به دلیل نبود امکانات آموزشی کافی، دانش‌آموزان مجبور به گذراندن آزمون پذیرش بودند. در آن سال، بیشتر دانش‌آموزان در مدرسه دوره راهنمایی تحصیلی ونو نام‌نویسی کردند که تنها دبیرستان دولتی ایالت چوک بود.